# オリオン (韓国の企業)
株式会社オリオン（朝鮮語: 오리온、英語: Orion Corporation）は、韓国の菓子メーカーで、 オリオングループ (오리온그룹) 系列で、主力企業であり、チョコパイで知られている。1956年創業で、本社はソウル特別市竜山区文培洞（ムンベドン：문배동、Munbae-dong）にある。
韓国では3大菓子メーカーのひとつとされ、株式は、韓国取引所 (KRX) に「ORION [271560]」として上場している。

## 沿革
1956年7月25日に、1934年創業の豊国製菓（풍국제과）を買収し、東洋製菓工業株式會社（동양제과공업(주)）として法人化した。1974年にはチョコパイの製造をはじめ、1986年に東洋製菓株式會社（동양제과(주)）と改称した後、2003年からは現在の社名に商号変更している。
1997年から中国に工場を建設して海外進出を始め、2006年にはベトナムとロシアにも生産拠点を設けた。『フォーブス』誌によれば2006年の時点で中国のクッキー市場の3分の2はオリオンが抑えていたという。
2004年から北朝鮮の開城工業団地で現金の代わりにオリオンのチョコパイを支給したところ瞬く間に北朝鮮で人気となり、北朝鮮ウォンに取って代わる「第2の通貨」として流通する有様から北朝鮮当局は労働者への支給を禁止した。2017年12月に共同警備区域（JSA）から亡命した朝鮮人民軍兵士の脱北者呉青成に対してオリオンがチョコパイ100箱と生涯無料でチョコパイを購入できる権利を与えて話題となった。
日本ではオリオン日本支社が商品を扱っており、Market O（マーケットオー）の他、日本独自のブランドとして「TOMORION」（トモリオン）を展開している。2010年秋からは、「リアル・ブラウニー・ビッグ」の日本での販売を行なっている。2017年社業分離 「オリオン」、既存の会社社名変更  「オリオンホールディングス 」

## オリオングループ裏金事件
2006年7月、オリオングループが不動産を時価より安い価格で売却する代わりに売却先から高額の美術品を受け取り、裏金を作ったとの疑惑が持ち上がり、ソウル中央地検は、オリオングループの裏金40億6000万ウォンを入金してもらうことで美術品を取引する方法でマネーロンダリングを行い犯罪収益の隠匿をした疑いと、美術品を不法取引し、その過程で脱税を行ったとの疑いで、関わったギャラリー代表者を拘束、法院はこのギャラリー代表者が、美術品取引で裏金を作ろうとしたオリオングループの元社長の横領に関与し、
美術品を担保にして銀行から180億ウォンを貸出して横領した疑いを認定し、懲役２年６か月、執行猶予４年を宣告した。